# Kraftwerk Compostilla
Das Kraftwerk Compostilla (spanisch Central térmica Compostilla) ist ein Kohlekraftwerk in der Gemeinde Cubillos del Sil, Provinz León, Spanien.
Die installierte Leistung des Kraftwerks betrug zuletzt 1052 MW. Es ist im Besitz von Endesa und wurde zuletzt auch von Endesa betrieben. Das Kraftwerk ging 1961 mit dem ersten Block in Betrieb. Es wurde am 30. Juni 2020 stillgelegt; die beiden Kühltürme wurden am 31. August 2023 gesprengt.

## Kraftwerksblöcke
Das Kraftwerk besteht aus fünf Blöcken, die von 1961 bis 1984 in Betrieb gingen. Die folgende Tabelle gibt einen Überblick:
| Block | Max. Leistung (MW) | Betriebsbeginn | Turbine | Generator | Dampfkessel    | Status                  |
| ----- | ------------------ | -------------- | ------- | --------- | -------------- | ----------------------- |
| 1     | 141                | 1961           |         |           |                | Stillgelegt (seit 2008) |
| 2     | 141                | 1972           |         |           |                | Stillgelegt (seit 2016) |
| 3     | 330                | 1972           | Alstom  |           |                | Stillgelegt (seit 2020) |
| 4     | 350                | 1984           | MHI     | Melco     | Foster Wheeler | Stillgelegt (seit 2020) |
| 5     | 350                | 1984           | MHI     | Melco     | Foster Wheeler | Stillgelegt (seit 2020) |

Die Jahreserzeugung lag 2005 bei 8,428 Mrd. kWh.